# Verwaltungsgemeinschaft Saara
Die Verwaltungsgemeinschaft Saara lag im thüringischen Landkreis Altenburger Land, südlich der Kreisstadt Altenburg, angrenzend an die Städte Schmölln und Gößnitz.

## Gemeinden
Nachfolgend die Gemeinden und deren Einwohnerzahl in Klammern (Stand: 31. Dezember 1995):
- Großstöbnitz (793)
- Lehndorf (1001)
- Mockern (550)
- Podelwitz-Gieba (777)
- Taupadel (382)
- Zehma (585)

## Geschichte
Die Verwaltungsgemeinschaft wurde am 8. März 1994 in Saara, einem Ortsteil von Lehndorf, gegründet. Der Grund dafür war die zentrale Lage von Saara. Die Auflösung erfolgte am 31. Dezember 1995. Mit Wirkung zum 1. Januar 1996 wurde aus fünf der sechs Mitgliedsgemeinden die Gemeinde Saara gebildet, die Gemeinde Großstöbnitz wurde nach Schmölln eingegliedert. Am 31. Dezember 1995 hatte die Verwaltungsgemeinschaft 4088 Einwohner, ein Jahr zuvor waren es 4133.